# Додому в Рейх
Heim ins Reich (нім.; «Рейх — наш дім», «Додому в Рейх») — політична доктрина та система заходів, проголошена Гітлером в 1938 році, покликана згуртувати німецький народ і посилити національну самосвідомість всіх фольксдойчів, які жили поза межами Третього Рейху.

## Про термін
Ця соціально-політична доктрина мала на меті вчергове використати німецьке питання і посилити пангерманізм, спираючись на ідеологічні установки і нові методи ведення зовнішньої та внутрішньої політики, притаманної нацистській Німеччині. 

## Історія
Версальський договір був одним з договорів підготовлених на Паризькій мирній конференція. У договорі Німеччина погодилися повернути спірні землі й міста різним країнам, була змушена поступитися контролем над своїми колоніями, а також втратити деякі європейські території. 
Під час Веймарської республіки німецькі етнічні групи в інших європейських країнах стали розглядалися та культивувалися як аргумент для перегляду кордонів зафіксованих у Версальському договорі.
Першими групами населення, на які була орієнтована політика «Heim ins Reich», стали німці та фольксдойчі Австрії, ряду західних регіонів Польщі, Судет та інших вилучених у Німеччини територій.
 Надалі у сферу дії доктрини потрапили німці територій, які відійшли до СРСР (країни Балтії, Західна Україна, Буковина), звідки їх у 1940 р. переселили у Вартегау.
Координаційний центр для етнічних німців (нім. Volksdeutsche Mittelstelle, VoMi) — установа нацистської партії яка була заснована для управління інтересами етнічних німців, що проживали за межами Третього Рейху. 
 Він був заснований у 1937 році як державний офіс нацистської партії.  Між 1939 і 1942 роками VoMi переселила півмільйона етнічних німців на щойно окуповані території Райху.